# Zabalgana

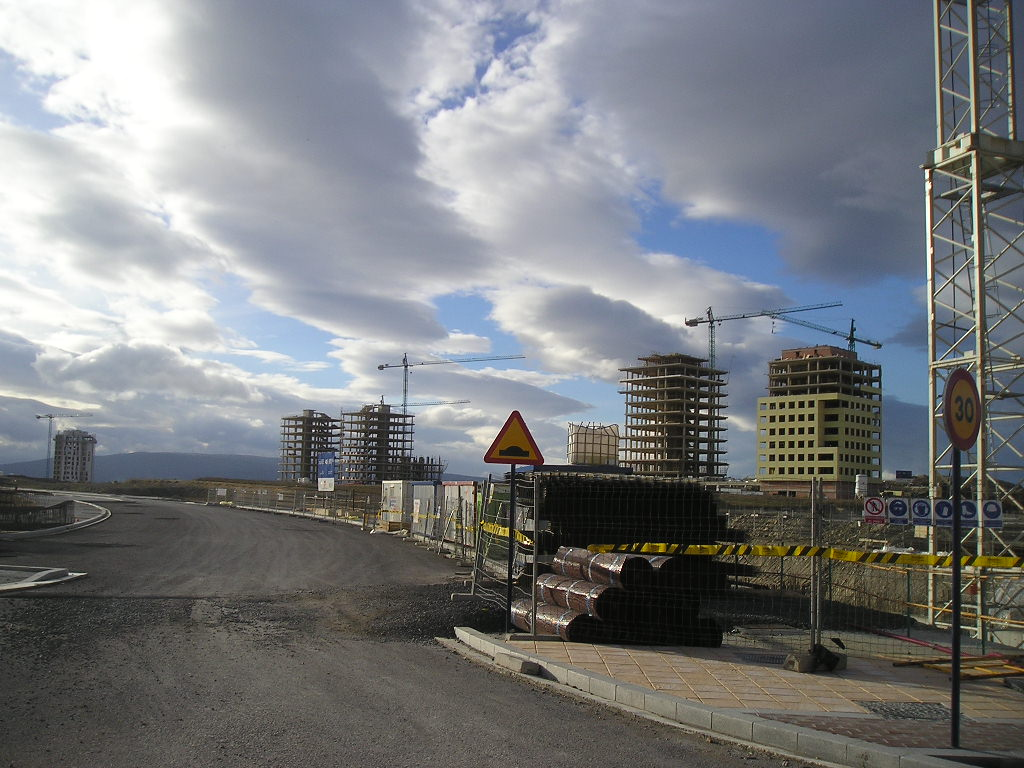
District de Zabalgana en construction

Zabalgana est un nouveau macro-secteur de la ville Vitoria-Gasteiz en Pays basque dans la province d'Alava (Espagne).
Encore en construction, lorsqu'il sera terminé on espère qu'il sera habité par plus de 20 000 personnes. Avec Salburua, il joue une des expansions urbaines les plus spectaculaires de tout le Pays Basque dans la dernière moitié du siècle. La majorité des maisons sont de protection officielle et est situé dans l'extrémité sud-ouest de la ville. Il se limite à l'ouest avec la forêt de Zabalgana, au sud avec la montagne Armentia, à l'est avec le quartier d'Ariznabarra et au nord avec le chemin de fer.
Au niveau officiel, Zabalgana est seulement un des quartiers qui composent le secteur, mais tous les alentours bâtis sont connus sous le même nom.

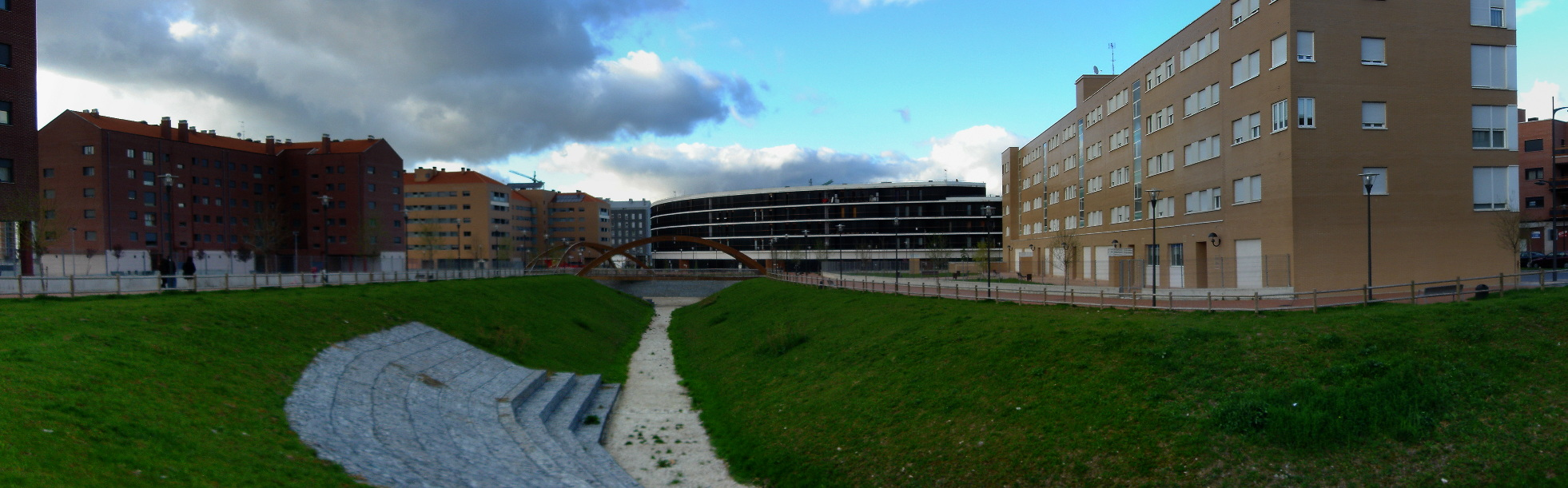
Quartier de Zabalgana

## Division
En principe la zone est divisée trois grands quartiers.
- ZABALGANA CENTRE/ZONE CONSOLIDÉE : c'est la partie du secteur qui est déjà bâtie à 90 %. Il loge déjà quelque 2 000 habitants et on espère qu'avant la fin de l'année elle dépasse les 6 000 habitants. Ses principales artères sont l'avenue Reine Sofia, l'avenue des droits de l'homme et l'Avenue de Zabalgana. Les maisons ne dépassent généralement pas les six étages. Il faut souligner le passage de la rivière Ali au milieu de ses rues.

- MARITURRI : nouvelle zone construite pour la plupart et avec une importante occupation d'habitants en 2008 et débuts 2009. Se situe dans l'extrémité sud du secteur et il est remarquable par sa place fortifiée (au style des plus places grandes du XIXe siècle) et ses tours extraordinaires de 12 et 15 étages. La moitié des habitants du secteur, résidera ici.

- ALDAIA : également en construction et avec un nombre croissant d'habitants. C'est la partie la plus proche de la forêt de Zabalgana, et il pourrait arriver à loger quelque 5 000 personnes quand elle sera terminée.

### Secteurs du nouveau quartier
| Secteur              | Superficie | Appartements | Occupés | Libres |
| -------------------- | ---------- | ------------ | ------- | ------ |
| S-1 (Borinbizkarra)  | 343 505 m2 | 2 000        | 1 568   | 432    |
| S-2 (Ipar Zabalgana) | 377 281 m2 | 1 711        | 1 283   | 428    |
| S-3 (Hego Zabalgana) | 262 459 m2 | 963          | 502     | 461    |
| S-4 (Elejalde)       | 149 430 m2 | 800          | 538     | 262    |
| S-5 (Aldaia)         | 651 036 m2 | 2 621        | 1 967   | 654    |
| S-6 (Mariturri)      | 700 960 m2 | 4 133        | 3 391   | 742    |